# Cañón del Sumidero

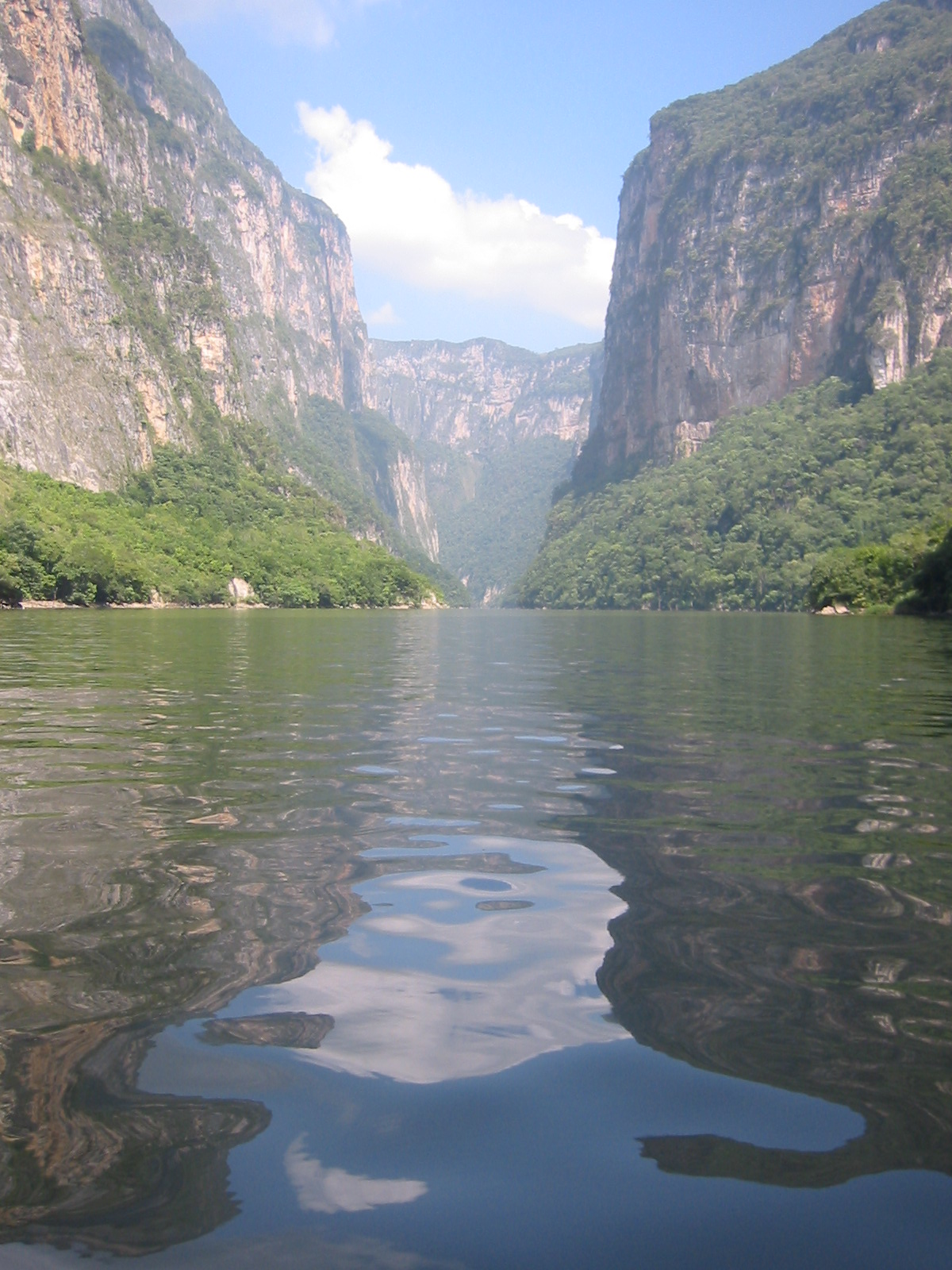
Cañón del Sumidero

Cañón del Sumidero (hiszp. Cañón del Sumidero) – przełom rzeki Grijalva, położony w odległości około 40 km do stolicy meksykańskiego stanu Chiapas. Jego ściany sięgają do 1200 m wysokości co pozwala podziwiać wspaniałą panoramę. Południowe wejście do kanionu rozpoczyna się niedaleko miasta Chiapa de Corzo, natomiast północny kończy się tamą i zbiornikiem retencyjnym hydroelektrowni Manuel Moreno Torres, znanym także jako Chicoasén. Dalej rzeka Grijalva płynie poprzez stan Tabasco i uchodzi do Zatoki Meksykańskiej.

Kanion jest rezultatem uskoku tektonicznego jaki miał powstał w plejstocenie, około 30 mln lat temu. Jest jedną z najważniejszych atrakcji turystycznych w stanie Chiapas. Zamieszkuje go wiele zwierząt, w tym krokodyle, jaguarundi, oceloty czy zagrożone wyginięciem czubacze. Od 1980 roku znajduje się na terenie Parku Narodowego Cañón del Sumidero.

Cañón del Sumidero
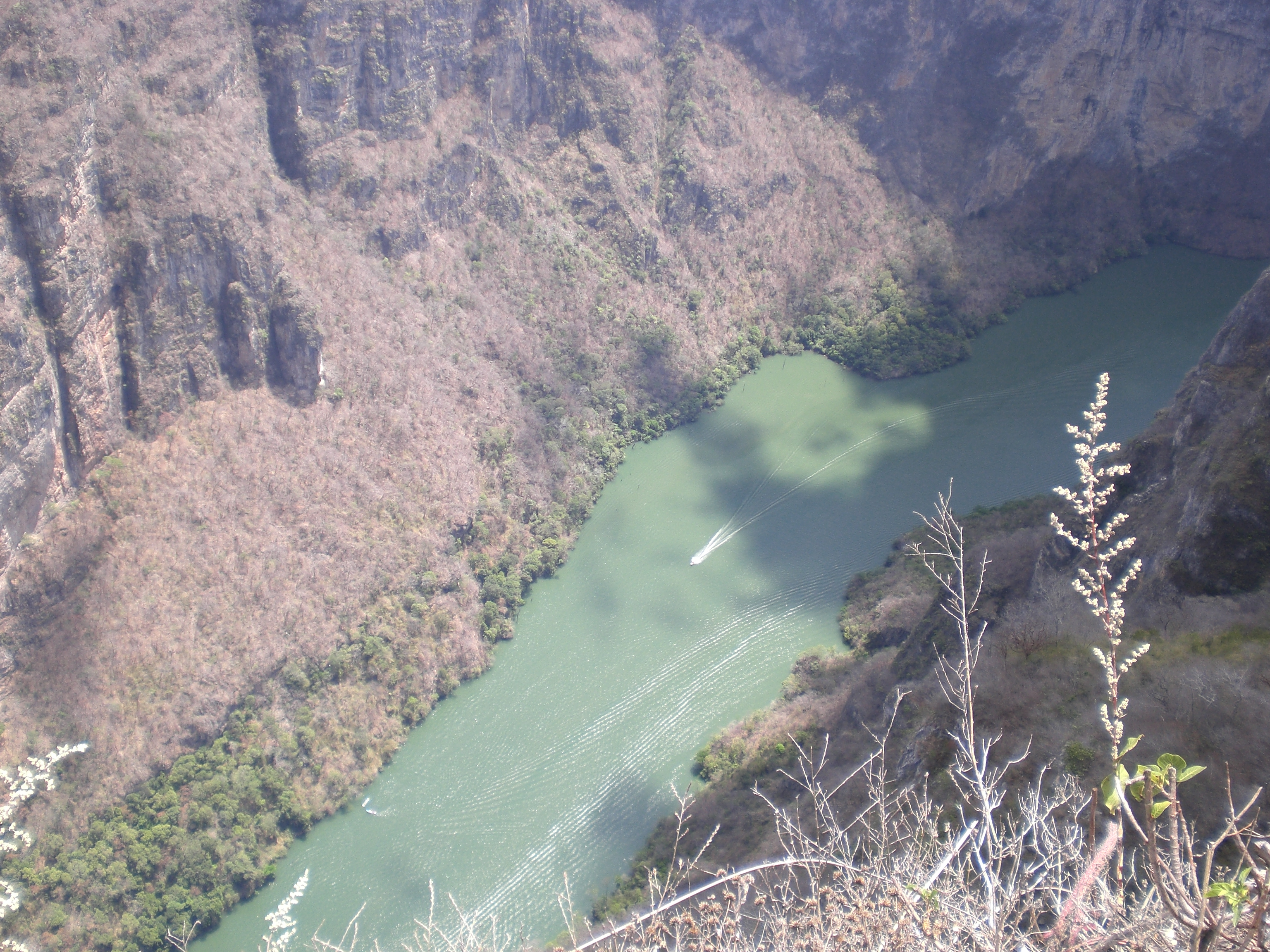
Widok na Kanion Sumidero z góry
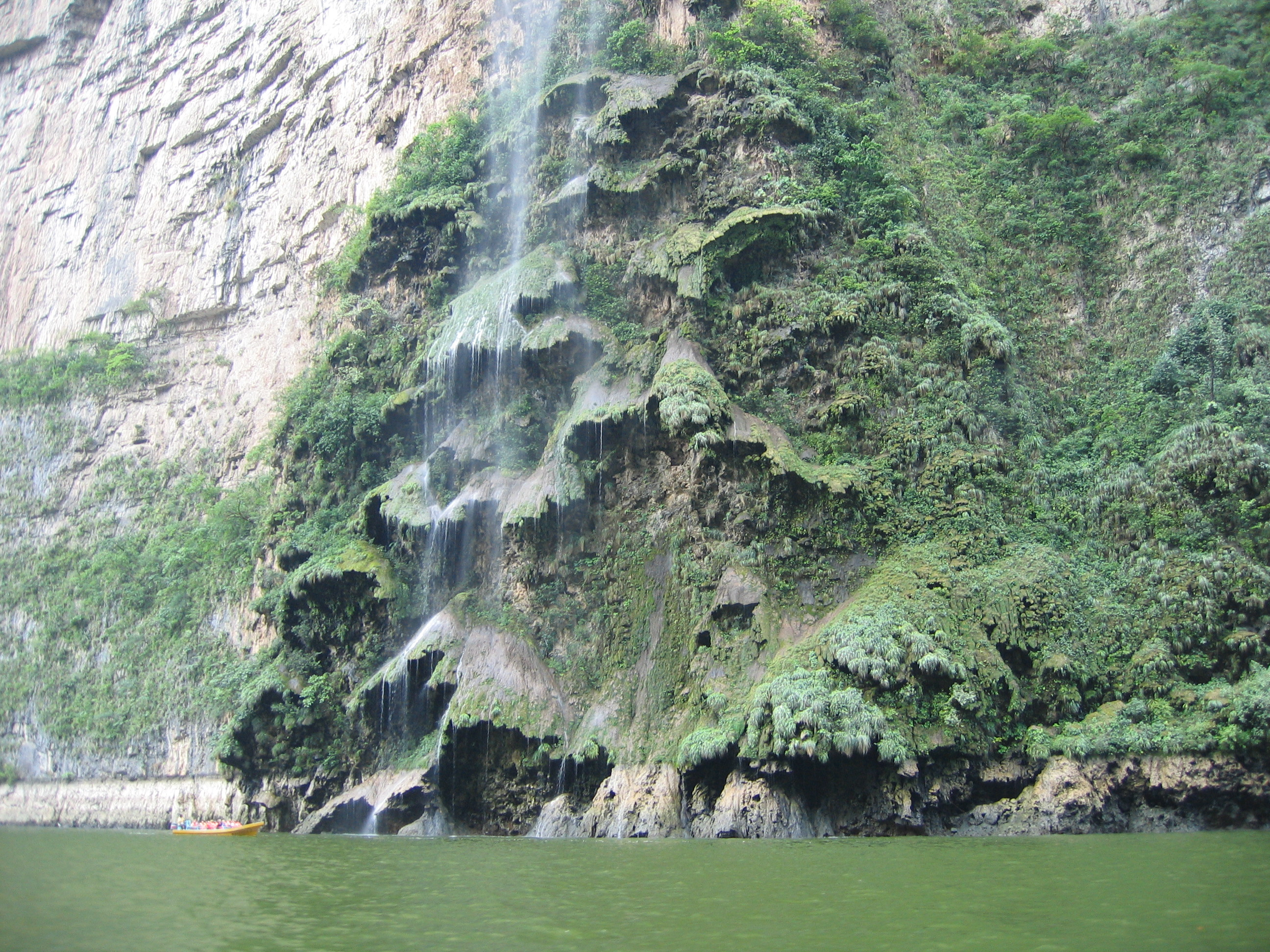
Wodospady na ścianach kanionu
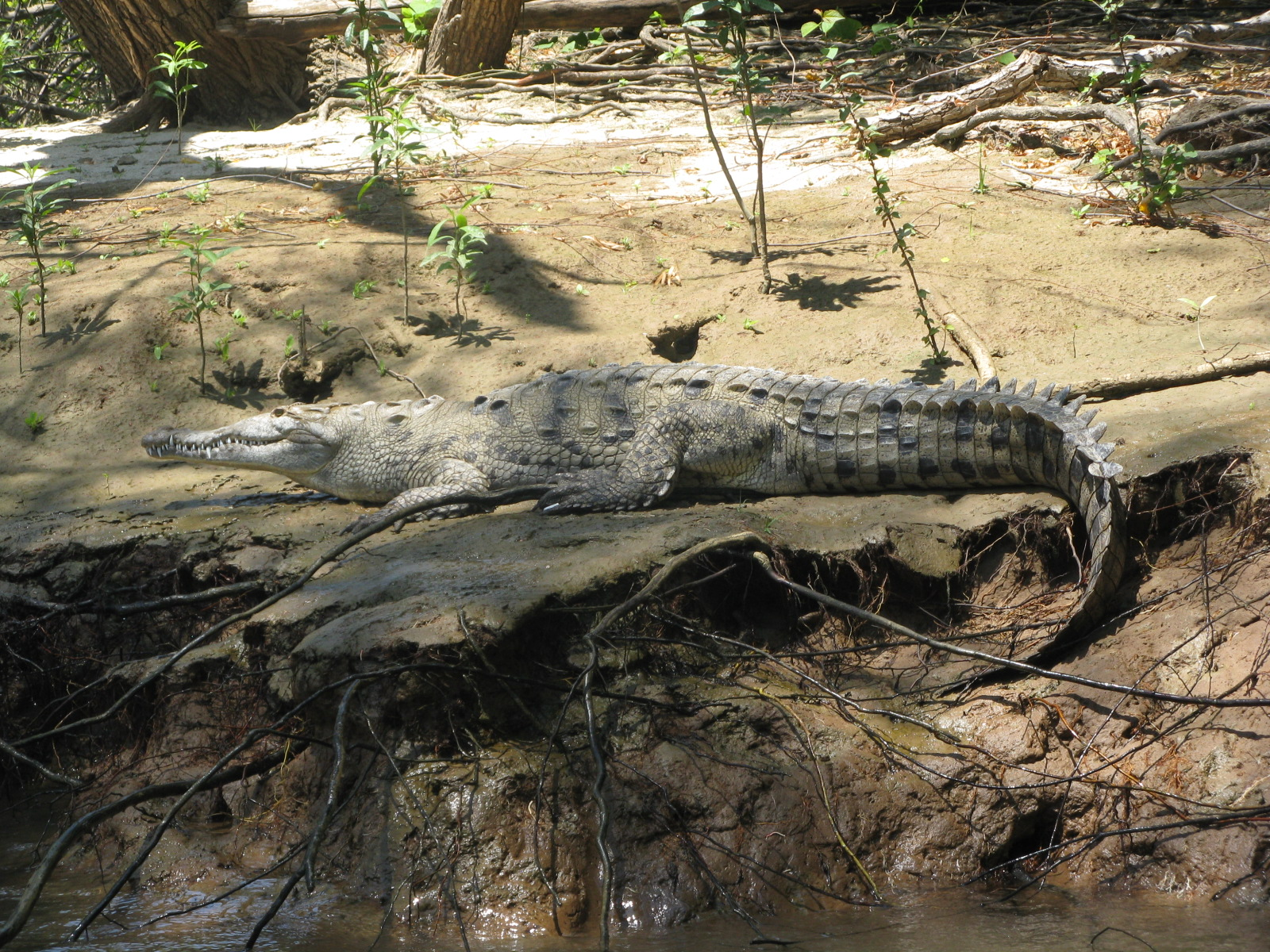
Wygrzewający się na brzegu krokodyl